# Jack Van Berg
John Charles "Jack" Van Berg, född 7 juni 1936 i Columbus, Nebraska, död 27 december 2017, var en amerikansk galopptränare. Han var son till Marion Van Berg. Både Jack och hans far har blivit invalda i National Museum of Racing and Hall of Fame i Saratoga Springs, New York.

## Karriär
Under nitton år i rad mellan 1959 och 1977 var Van Berg den ledande tränaren på Ak-Sar-Ben Racetrack i Omaha, Nebraska. 1976 satte han rekord för flest vinster på ett år med 496 och blev också amerikansk tränarchampion efter pengar.
Efter att ha tränat Gate Dancer röstades han fram till Eclipse Award for Outstanding Trainer 1984, och 1985 valdes han in i National Museum of Racing och Hall of Fame. Van Berg är annars mest känd för att ha tränat Alysheba som vann 1987 års Kentucky Derby och Preakness Stakes och 1988 års Breeders' Cup Classic.
Den 15 juli 1987 blev Van Berg den första tränaren att vinna 5 000 löp då Art's Chandelle segrade på Arlington Park.